# إليزابيتا بيروني
إليزابيتا بيروني (بالإيطالية: Elisabetta Perrone)‏ هي منافسة ألعاب القوى إيطالية، ولدت في 9 يوليو 1968 في كامبورزانو في إيطاليا.

## وصلات خارجية
- إليزابيتا بيروني على موقع الاتحاد الدولي لألعاب القوى (الإنجليزية)
- إليزابيتا بيروني على موقع الاتحاد الإيطالي لألعاب القوى (الإيطالية)
- إليزابيتا بيروني على موقع اللجنة الأولمبية الدولية (الإنجليزية)
- إليزابيتا بيروني على موقع أوليمبيديا (الإنجليزية)
- إليزابيتا بيروني على موقع اللجنة الأولمبية الإيطالية (الإيطالية)